# Bongripper
Bongripper est un groupe de doom metal américain originaire de Chicago formé en 2005. 
Au fil de plus de 20 ans de carrière, ils ont sorti 7 albums studio, un extended play, 1 album live et 4 splits. Le groupe est connu pour un son lourd et une musique exclusivement instrumentale. Seul le titre Terrible Bear Attack, de leur deuxième album Hippie Killer contient du chant.
En dépit d'être un groupe instrumental, les thèmes de Bongripper sont tous basés sur la satire et l'humour noir. Les thèmes du groupe dans les titres d’album et de chanson sont tous des blagues sur la haine des hippies, des blagues internes, des sarcasmes et des parodies de la culture de la drogue, du malheur et une haine générale de l’humanité.

## Biographie
Bongripper s'est formé à partir des membres d'un groupe de death metal précédemment entretenu, l'ancien chanteur étant retourné dans sa ville natale. Le guitariste Nick Dellacroce a introduit le nom Bongripper. Le nom fait allusion à l'album Dopesmoker de Sleep, qui, selon les membres, gaspillait 17 minutes en durée de CD sur sa chanson de 63 minutes. Le groupe enregistre ses albums dans son propre studio chez le guitariste Dennis Pleckham.
Environ un an après sa formation, le groupe auto-publie son premier album, The Great Barrier Reefer. L'album comprend une seule chanson et n'a été publié que dans une rare édition CD-R. Les membres voulaient que la longueur de la chanson soit de 79 minutes et 23 secondes, car ils voulaient en produire une plus longue que Sleep. L'album est réédité en 2012 par le label Emetic Records, avec un design modifié. Les critiques pour l'album étaient pour la plupart positives. Le deuxième album, Hippie Killer sort un an après et reçoit également un accueil positif. L’album, conceptualisé ainsi que le premier album complet, est divisé en 10 parties, contrairement à l’album précédent. Bien que l’album soit très populaire auprès des fans, les membres du groupe le rejettent plutôt.
Le troisième album, intitulé Heroin, est sorti en 2007 en édition limitée à 25 exemplaires, qui contenait, en plus du disque expérimental, le CD correspondant du drone, un fisterbeck presque complet, mais sans seringue. L'album est réédité en 2014 via Ivory Antler. L'année 2008 a suivi l'album Hate Ashbury. Le nom de l’album est un jeu de mots du quartier Haight-Ashbury de la ville de San Francisco, fief du mouvement hippie. Meat Ditch est créé en collaboration avec le projet de noise Winters in Osaka.
En 2010, le groupe acquit une popularité internationale avec l’album Satan Worshiping Doom. L’album est considéré par certains comme un classique du genre à venir et comparé aux interprètes de drone metal et de stoner metal tels que Sunn O))), Sleep, Ufomammut, Bongzilla et Belzebong. En plus de sa première tournée au Royaume-Uni en 2011, le groupe remporte également deux apparitions au Roadburn Festival 2012, y compris une interprétation complete de Satan Worshiping Doom. À partir des enregistrements de la première apparition dans le festival régulier et de la deuxième apparition à l’événement Afterburner, Roadburn Records réalise un album live en 2013. Toujours en 2011, les musiciens fondèrent leur label The Great Barrier Records et sortirent l'EP Sex Tape / Snuff Film, le titre étant choisi par le groupe, car les termes Internet rendaient la recherche du EP plus difficile. Au cours des années suivantes, le groupe effectue de plus en plus de tournées. En outre, Bongripper publie des splits avec Hate et Conan. L'année 2014 marque la sortie de l'album très estimé Miserable. Depuis leurs premiers concerts au Royaume-Uni, le groupe est également plus fréquent en Europe. Par exemple, en 2015, Bongripper donne d'autres concerts au Roadburn Festival. 
En 2018, Bongripper sort son septième album Terminal.

## Membres

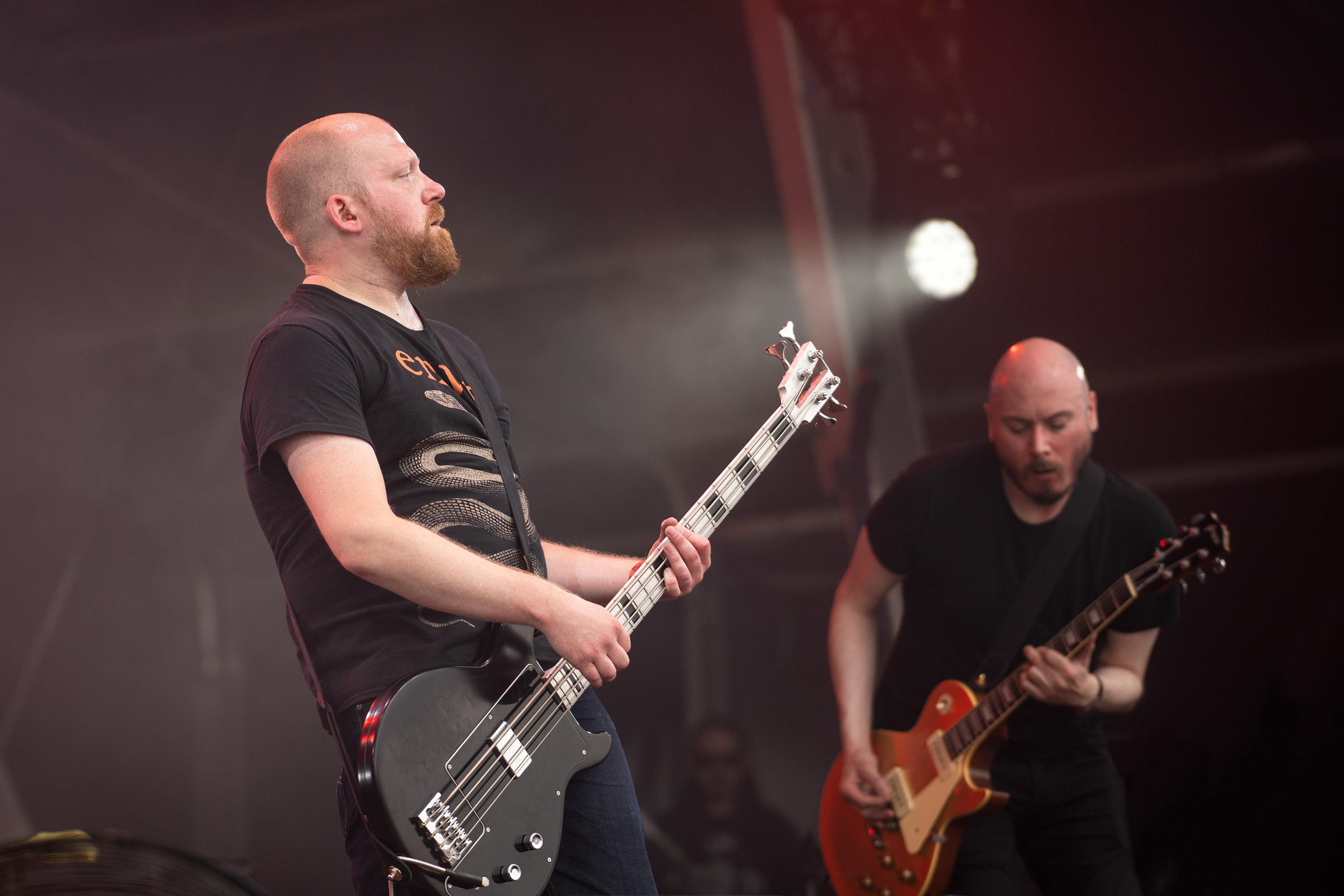
Bongripper au Hellfest 2023.

- Dennis Pleckham – guitare (depuis 2005)
- Nick Dellacroce – guitare (depuis 2005)
- Ronald Petzke – basse (depuis 2005)
- Daniel O'Connor – batterie (depuis 2005)

## Discographie

### Albums studio
- 2006 : The Great Barrier Reefer (auto-publié)
- 2007 : Hippie Killer (auto-publié)
- 2007 : Heroin (auto-publié)
- 2008 : Hate Ashbury (auto-publié)
- 2010 : Satan Worshipping Doom (The Great Barrier Records)
- 2014 : Miserable (The Great Barrier Records)
- 2018 : Terminal (The Great Barrier Records)

### Albums live
- 2013 : Live at Roadburn 2012 (Roadburn Records)

### EPs, splits et collaborations
- 2008 : Meat Ditch (collaboration avec Winters in Osaka, auto-publié)
- 2011 : Sex Tape / Snuff Film (EP, auto-publié)
- 2013 : Bongripper // Hate (split avec Hate, The Great Barrier Records)
- 2013 : Zero Talent / Beheaded (split avec Conan, Holy Roar Records)